# Barrage de Kandadji
Le barrage de Kandadji, élément central du Programme Kandadji de régénération des écosystèmes et de mise en valeur du fleuve Niger, est un barrage en cours de construction situé au Niger à Dessa (au sud d’Ayérou).

## Construction
Sa construction a été lancée en 2008. Les travaux ont réellement commencé en mars 2019, après une décennie d'inactivité faute de financements. Il devrait être terminé en 2025. L'avancement des travaux atteignait 12% en septembre 2019.
Sa construction est gérée par le Haut Commissariat à l'aménagement de la vallée du Niger, une entité publique sous la charge du premier ministre. Les premières études sur le projet ont eu lieu dans les années 1970. Un premier projet a été conçu en 2002, avec comme constructeur envisagé l'entreprise russe Zaroubejvodstroï (« Constructions hydrauliques d'outre-mer »). Le projet actuel est confié à la China Gezhouba Group Company (CGGC).

## Enjeux et données techniques
La longueur du barrage sera d'environ 8,8 km et la capacité du réservoir de 1 569 km3. Les objectifs sont :
- assurer un débit d’étiage de 120 m3/s sur le fleuve Niger,
- sécuriser l’alimentation en eau potable de l’agglomération de Niamey,
- mettre en valeur par l’irrigation environ 45 000 ha,
- produire de l’électricité avec une puissance de 130 MW pour une production annuelle de 629 GWh (soit un bond de 55 % de la production nationale[4]), permettant de réduire la dépendance du pays vis-à-vis des importations d'électricité depuis le Nigeria.

Ce projet nécessite le déplacement de populations humaines et animales : 38 000 personnes seront déplacées, ainsi que des groupes d'hippopotames et de lamantins.

## Financement
D'après le président nigérien, le coût total du projet était estimé à 1,2 milliard d'€ en 2019. Le coût du barrage en lui-même serait seulement de 130 millions d'euros. Le barrage est financé principalement par la Banque Africaine de développement, la Banque islamique de développement et la Banque mondiale. L'AFD a également contribué au financement du projet.